# Glodeni (distrikt)
Glodeni ( moldaviska: Районул Глодень, Raionul Glodeni, ryska: Глодянский район) är ett distrikt i Moldavien. Det ligger i den nordvästra delen av landet. Antalet invånare är 59 701. Arean är 754 kvadratkilometer. Huvudort är Glodeni. I distriktet finns slätten Cîmpia Moldovei de Nord. 